# 浅草芸能大賞
浅草芸能大賞（あさくさ げいのう たいしょう）は、台東区芸術文化財団が、東京を中心に活動する芸能人を表彰する賞。

## 概要
1984年に大衆芸能の奨励と振興を目的に創設。正賞は賞状と賞杯。副賞の賞金は大賞が70万円。奨励賞は50万円。新人賞は30万円。グループの場合は、人数分の賞金は出ない。一般公募の70人の区民審査員から推薦を受け付ける。それを10人の専門審査委員が会議をして選出する。授賞式は毎年3月に浅草公会堂で開催される。

## 専門審査会委員
- 審査委員長：竹本幹夫（早稲田大学教授、能楽研究家）
- 審査委員：水落潔（芸能評論家）
- 審査委員：長井好弘（芸能評論家、元読売新聞編集委員）
- 審査委員：太田博（芸能評論家・元朝日新聞記者）
- 審査委員：原健太郎（大衆演劇研究家）
- 審査委員：渡邉寧久（演芸評論家）
- 審査委員：中本裕己（芸能ジャーナリスト・夕刊フジ編集長）
- 審査委員：河合千尋（NHKチーフプロデューサー）

### 過去の審査委員
- 審査委員：神津友好（放送演芸作家）
- 審査委員：花井伸夫（芸能評論家、元スポーツニッポン編集委員）
- 審査委員：高橋豊（芸能評論家、毎日新聞客員編集委員）

## 歴代受賞者
年度表記であり、発表は12月に行われる（表記は受賞時当時）。
| 回 | 表彰年度 | 大賞               | 奨励賞               | 新人賞               | 備考   |
| -- | -------- | ------------------ | -------------------- | -------------------- | ------ |
| 1  | 1984年度 | 田谷力三           | 海老一染之助・染太郎 | 六代目柳亭小燕枝     |        |
| 2  | 1985年度 | 三代目江戸家猫八   | 内海桂子・好江       | 六代目古今亭志ん橋   |        |
| 3  | 1986年度 | 浅香光代           | 東八郎               | 柳家小里ん           |        |
| 4  | 1987年度 | 益田喜頓           | 宝井馬琴             | 小堺一機             |        |
| 5  | 1988年度 | 渥美清             | 関敬六               | 林家こぶ平           |        |
| 6  | 1989年度 | 五代目柳家小さん   | 毒蝮三太夫           | ウッチャンナンチャン |        |
| 7  | 1990年度 | 内海桂子・好江     | 五代目中村勘九郎     | コロッケ             |        |
| 8  | 1991年度 | 伊東四朗           | 五代目坂東八十助     | 林家ペー             |        |
| 9  | 1992年度 | 三代目三遊亭圓歌   | ポール牧             | 三代目中村橋之助     |        |
| 10 | 1993年度 | 三代目古今亭志ん朝 | 沢竜二               | 三遊亭小円歌         |        |
| 11 | 1994年度 | 萩本欽一           | 三浦布美子           | 柳家さん喬           |        |
| 12 | 1995年度 | 水谷八重子         | 天海祐希             | 国本武春             |        |
| 13 | 1996年度 | 春風亭小朝         | あした順子・ひろし   | 五代目尾上菊之助     |        |
| 14 | 1997年度 | ビートたけし       | ナポレオンズ         | 春風亭昇太           |        |
| 15 | 1998年度 | 森光子             | 片岡鶴太郎           | 爆笑問題             |        |
| 16 | 1999年度 | 五代目中村勘九郎   | 十一代目金原亭馬生   | いっこく堂           |        |
| 17 | 2000年度 | 島田正吾           | 昭和のいる・こいる   | 氷川きよし           |        |
| 18 | 2001年度 | 三代目市川猿之助   | 三代目柳家権太楼     | 大和悠河             |        |
| 19 | 2002年度 | 永六輔             | 木の実ナナ           | 林家いっ平           |        |
| 20 | 2003年度 | 桂歌丸             | 松井誠               | 二代目中村獅童       |        |
| 21 | 2004年度 | 松平健             | 綾小路きみまろ       | マギー審司           |        |
| 22 | 2005年度 | 島倉千代子         | 九代目林家正蔵       | 橘大五郎             |        |
| 23 | 2006年度 | 五代目三遊亭圓楽   | 二代目市川亀治郎     | ロケット団           |        |
| 24 | 2007年度 | 九代目松本幸四郎   | マギー司郎           | 上戸彩               |        |
| 25 | 2008年度 | 西田敏行           | なぎら健壱           | 早乙女太一           |        |
| 26 | 2009年度 | 吉永小百合         | 二代目中村勘太郎     | ナイツ               |        |
| 27 | 2010年度 | 十二代目市川團十郎 | 坂本冬美             | Wコロン              |        |
| 28 | 2011年度 | 北大路欣也         | 東貴博               | 芦田愛菜             |        |
| 29 | 2012年度 | 高橋英樹           | 米倉涼子             | 古今亭文菊           |        |
| 30 | 2013年度 | 水谷豊             | 春風亭一朝           | 剛力彩芽             | [ 1 ]  |
| 31 | 2014年度 | 二代目中村吉右衛門 | 柳家さん喬           | 能年玲奈             | [ 2 ]  |
| 32 | 2015年度 | 黒柳徹子           | 七代目市川染五郎     | 春風亭一之輔         | [ 3 ]  |
| 33 | 2016年度 | 加山雄三           | ナイツ               | 尾上松也             | [ 4 ]  |
| 34 | 2017年度 | 石坂浩二           | 九代目市川中車       | ホンキートンク       | [ 5 ]  |
| 35 | 2018年度 | 草笛光子           | 林家たい平           | 神田松之丞           | [ 6 ]  |
| 36 | 2019年度 | 三宅裕司           | 氷川きよし           | 江戸家小猫           | [ 7 ]  |
| 37 | 2020年度 | 天海祐希           | 爆笑問題             | 玉川太福             | [ 8 ]  |
| 38 | 2021年度 | 神田松鯉           | 中村七之助           | 春風亭ぴっかり☆      | [ 9 ]  |
| 39 | 2022年度 | ナイツ             | 劇団ひとり           | 桂宮治               | [ 10 ] |
| 40 | 2023年度 | 三代目林家正楽     | 春風亭一之輔         | 桂小すみ             | [ 12 ] |
| 41 | 2024年度 | 六代目五街道雲助   | 六代目神田伯山       | 五代目市川團子       | [ 13 ] |

### 特別功労賞
- 2013年3月、十八代目 中村勘三郎に対し、特別功労賞が授与される[14]。
- 第37回（2020年度）において、同年3月に死去したコメディアンの志村けんに対し、特別功労賞が授与されることとなった[8][15]。

### その他
- 第10回（1994年度）に、「第10回記念特別賞」として漫才師の松鶴家千代若・千代菊に授与されている[16]。

## 関連記事
- スターの広場